# Kreuzkapelle (Fahr)

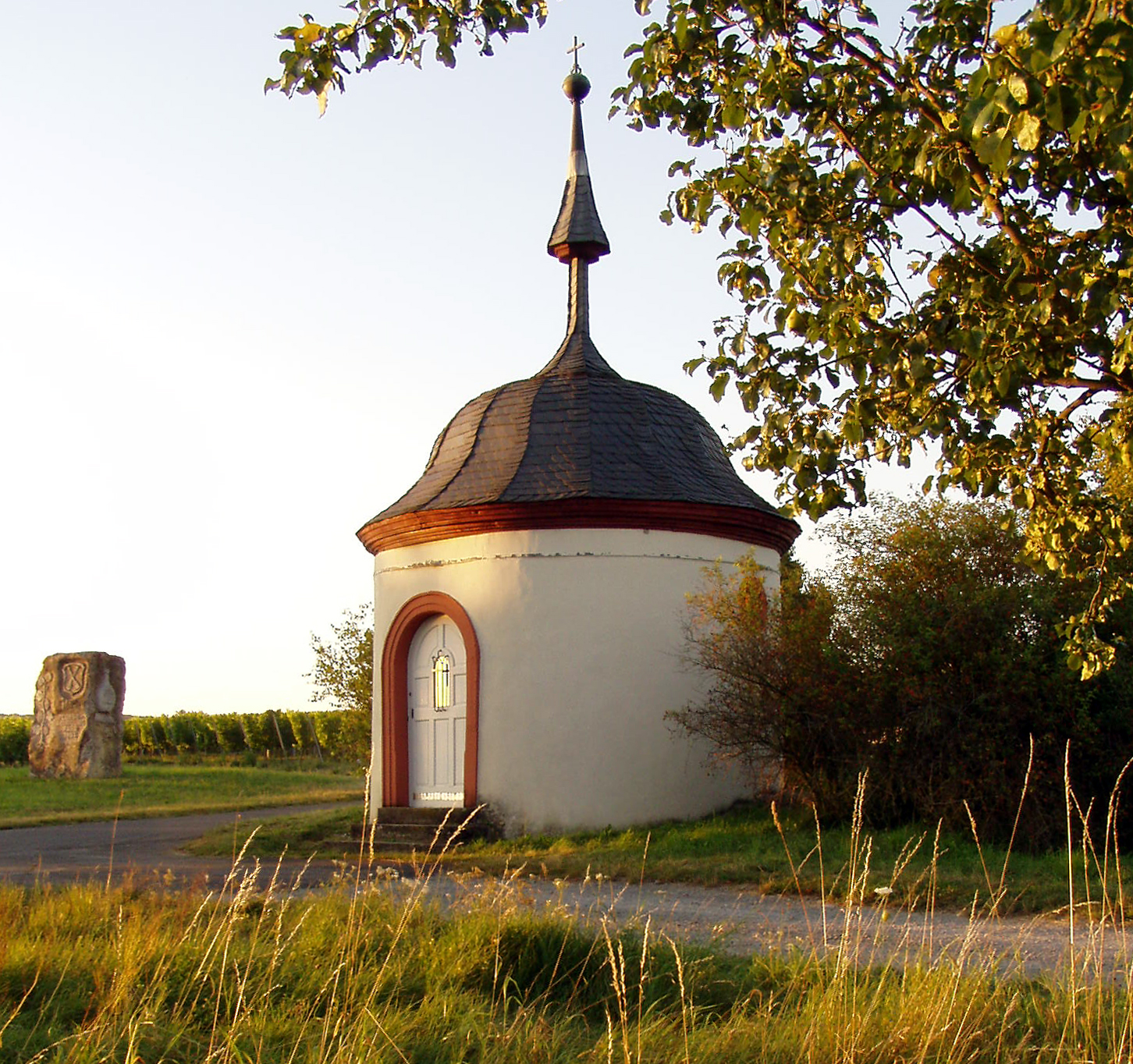
Die Kapelle bei Fahr

Die Kreuzkapelle ist eine kleine Feldkapelle nahe dem Dorf Fahr im unterfränkischen Landkreis Kitzingen in Bayern.
Sie liegt an der Kreisstraße KT 34 etwa 200 m vom östlichen Ortseingang des Dorfes entfernt auf einer Höhe von 208 m.

## Geschichte
Zunächst befand sich an der Stelle der kleinen Kapelle ein Bildstock, der im Volksmund „Weiße Marter“ genannt wurde. Im Jahr 1727 stifteten dann das Ehepaar Johann Adam und Margaretha Lutz aus Fahr die kleine Kapelle. Sie wurde am 16. April 1728 vom Gemeindepfarrer Georg Adam Molitor benediziert. Früher wurden hier die Flurumritte der damals selbstständigen Gemeinde begangen.
Bis mindestens zum Jahr 1983 war es für die Fahrer Bevölkerung üblich, am 3. Mai und am 14. September, den Festen der Kreuzauffindung und der Kreuzerhöhung, zur Kapelle zu pilgern. Das Bayerische Landesamt für Denkmalpflege ordnet das Gotteshaus als Baudenkmal unter der Nummer D-6-75-174-251 ein.

## Architektur und Ausstattung
Die Kapelle wurde im Jahr 1727 im Stile des Barock errichtet und präsentiert sich als kreisrunde Anlage. Die Kirche schließt mit einer achtseitigen Kuppel ab. Ein Rundbogenportal leitet ins Innere über. Renovierungen am Gebäude wurden im Jahr 1991 und 1995 vorgenommen. Bei der Renovierung 1995 wurden im Inneren Fresken der Erbauungszeit freigelegt, die die Heiligen Antonius und Bruno zeigen. Ein Altar mit einem Kruzifix entstammt dem 18. Jahrhundert.